# Кошава
Кошава (у неким крајевима и устока) је југоисточни ветар, који дува са Карпата. Доноси суво и хладно време и има велики утицај на локалну климу. Најчешће дува током јесени и зиме. Удари ветра достижу брзину и до 100 , мада се просечна брзина ветра креће између 25 и 45 . Забележене су и топле кошаве. Осећа се на северу до Суботице, на југу до Ниша, а на западу до Шида.
Настаје када је висок ваздушни притисак над Украјином, а низак над западним Средоземљем. Најјача је на улазу у Ђердапску клисуру.
Зими може изазвати пад температуре на −30 . У лето је хладна и прашњава. Она варира дневно, и најјача је између 5.00 и 10.00 сати ујутру. Кошава је обично узрокована зонама ниског притиска преко Јадранског мора и одговарајуће зоне високог притиска у јужној Русији.
Једна јака кошава је била 14. априла 1937. године, са брзином од 28  у Београду, што је изазвало материјалну штету. Брзина и појава кошаве опала је од 1949. до 2010. године. Иста студија показала је да кошава обично траје два-три дана, а једнодневни догађаји су веома ретки.
Име се такође традиционално употребљава у северозападној Бугарској, а значи југоисточни или источни ветар. Постоји изрека: Када кошава удари, Нишава се мрзне.